# Skidziń
Skidziń (bis 2009 auch Skidzin; deutsch Skidzin) ist eine Ortschaft mit einem Schulzenamt der Gemeinde Brzeszcze im Powiat Oświęcimski der Woiwodschaft Kleinpolen in Polen.

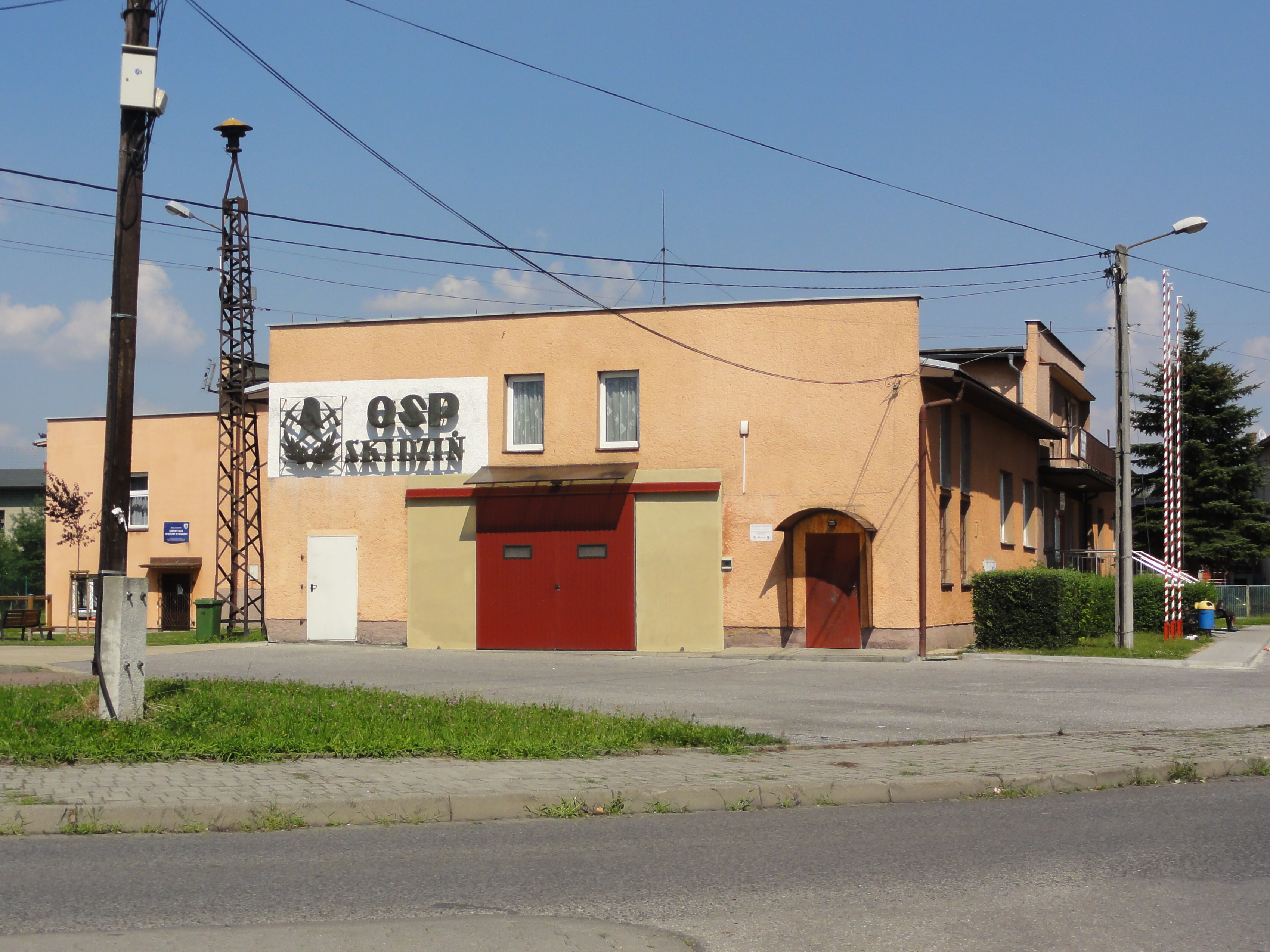
Feuerwehr in Skidziń

## Geografie
Skidziń liegt im Auschwitzer Becken (Kotlina Oświęcimska) an der Soła, etwa 20 km nordöstlich von Bielsko-Biała und 55 km südwestlich von Kraków im Powiat (Kreis) Oświęcim.
Nachbarorte sind Przecieszyn im Westen, Wilczkowice im Norden, Grojec im Osten, Zasole im Süden.

## Geschichte
Der Ort wurde 1454 erstmals urkundlich erwähnt. Nach Jan Długosz war es in den Jahren 1470 bis 1480 Skyedzen, villa sub parochia de Oszwanczim sita, cuius haeredes praefati Szkedzenszcy. Der Name, früher auch Skidzyn, Skiedzeń, Kiedeń, Skiednik, ist unklarer Herkunft, möglicherweise nach dem Personennamen *Kida (beispielsweise Jacobus Kydeg im Jahr 1396), mit der Absorption der Präposition s und der phonethischen Änderung -in ≥ -en.
Politisch gehörte das Dorf ursprünglich zum Herzogtum Auschwitz, unter Lehnsherrschaft des Königreichs Böhmen. Im Jahre 1457 wurde das Herzogtum mit dem Dorf Skedzey vom polnischen König abgekauft. 1564 wurde Skidziń als Teil des neuen Kreises Schlesien der Woiwodschaft Krakau an das Königreich Polen, ab 1569 die polnisch-litauische Adelsrepublik, völlig inkorporiert.
Bei der Ersten Teilung Polens kam Skidziń 1772 zum neuen Königreich Galizien und Lodomerien des habsburgischen Kaiserreichs (ab 1804). Ab 1782 gehörte das Dorf zum Myslenicer Kreis (1819 mit dem Sitz in Wadowice). Nach der Aufhebung der Patrimonialherrschaften bildete es ab 1850 eine Gemeinde im Bezirk Biała.
1918, nach dem Ende des Ersten Weltkriegs und dem Zusammenbruch der k.u.k. Monarchie, kam Skidziń zu Polen. Unterbrochen wurde dies nur durch die Besetzung Polens durch die Wehrmacht im Zweiten Weltkrieg. Es gehörte dann zum Landkreis Bielitz im Regierungsbezirk Kattowitz in der Provinz Schlesien (seit 1941 Provinz Oberschlesien).
Von 1975 bis 1998 gehörte Skidziń zur Woiwodschaft Kattowitz.